# Explosión de Wuhu de 2015
La explosión de Wuhu tuvo lugar el 10 de octubre de 2015 en un restaurante de la ciudad de Wuhu (China), causando la muerte de 17 personas. La explosión ocurrió en torno al mediodía en un pequeño restaurante en el distrito de Jinghu, en la ciudad de Wuhu. Wuhu está en la provincia china de Anhui, a unos 350 kilómetros (aprox. 220 millas) al oeste de Shànghǎi. Una investigación inicial reveló que el tanque de gas tenía una fuga y entró en contacto con el fuego, provocando la explosión, según el gobierno de la ciudad.
Se conoció también que en este contexto los restaurantes generalmente no respetan las normas de seguridad o las aplican de forma muy laxa.